# Ministero degli affari interni (Croazia)
Il Ministero degli affari interni (in croato: Ministarstvo unutarnjih poslova; MUP RH) è un dicastero del governo croato deputato alla gestione della sicurezza interna e della Policija croata.
L'attuale ministro è Davor Božinović, in carica dal 9 giugno 2017.

## Competenze
Il Ministero degli affari interni svolge compiti relativi alla polizia, inclusa la polizia criminale, di frontiera e speciale, nonché alle attività amministrative legate allo stato civile dei cittadini, alla cittadinanza, agli stranieri e all’asilo. Si occupa anche della protezione contro gli incendi e le esplosioni tecnologiche, della produzione e del commercio di materiali esplosivi, dello sminamento umanitario, dei servizi di sicurezza privata e delle attività investigative.
Inoltre, gestisce le attività amministrative e tecniche legate alla protezione civile e al soccorso, conduce ispezioni nei settori della protezione civile, antincendio, produzione e commercio di esplosivi e armi, sicurezza privata, investigazioni e sminamento. 
Il ministero ha competenze nella sicurezza radiologica e nucleare e svolge ispezioni e interventi in caso di incidenti legati a fonti radioattive. Inoltre attua gli obblighi internazionali assunti dalla Croazia in materia di protezione dalle radiazioni ionizzanti, sicurezza nucleare e non proliferazione delle armi nucleari. Si occupa anche della sicurezza in ambienti con atmosfere potenzialmente esplosive, dello sminamento e delle analisi e perizie forensi.
Oltre a queste funzioni, cura la gestione di registri e statistiche nel settore degli affari interni, lo sviluppo dei sistemi informativi e la formazione del personale. Partecipa, insieme al ministero competente per la gestione dei beni statali, all’amministrazione e alla gestione delle società pubbliche rilevanti per le sue aree di competenza. Rappresenta infine la Croazia negli organismi dell’Unione Europea in ambiti di sua competenza e svolge ogni altro compito assegnatogli da leggi speciali.